# Келлєрвальд-Едерзее (національний парк)

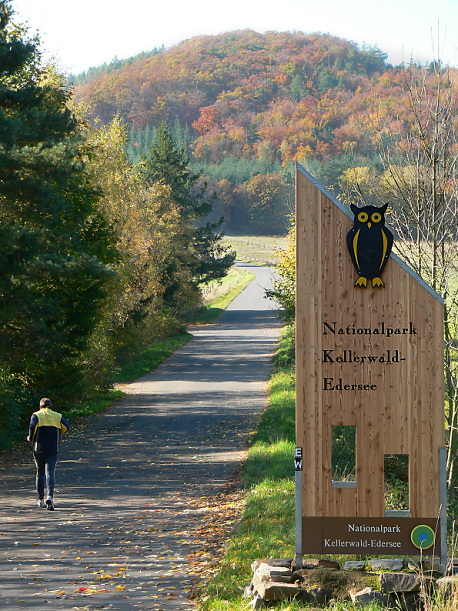
Знак національного парку поблизу Гемфурт-Едерзее

Національний парк Келлєрвальд-Едерзее (нім. Nationalpark Kellerwald-Edersee), CDDA -No. 318077)  у графстві Вальдек-Франкенберґ у Північному Гессені — національний парк площею 57,38 км²  площею, розташований на південь від озера Едерзее в північній частині низькогірного хребта Келлєрвальд у німецькій землі Гессен. Від 25 червня 2011 року територія букових лісів національного парку була включена до Списку всесвітньої спадщини ЮНЕСКО під назвою Букові праліси Карпат та інших регіонів Європи, оскільки вона свідчить про екологічну історію родини букових та динаміку лісів Європи з часів останнього льодовикового періоду.
Адміністрація національного парку розташована на сході парку в Бад-Вільдунґені.

## Фільм
- Im Nationalpark Kellerwald-Edersee, документальний фільм, 45 хвилин, Німеччина, 2005, Buch und Regie: Ina Knobloch, Manfred Praxl und Hiltrud Jäschke, Виробництво: MDR

## Виноски та посилання
1. 1 2  Nationally designated areas (CDDA)
2. 1 2  National Park Area [5,738 ha (57.38 km²)]: Verordnung über den Nationalpark Kellerwald-Edersee, dated 17 December 2003 in the edition dated 20 December 2010, see § 1 – Erklärung zum Nationalpark, p. 2, (3), at nationalpark-kellerwald-edersee.de (pdf; 1.3 MB)
3. ↑  Ancient and Primeval Beech Forests of the Carpathians and Other Regions of Europe. UNESCO World Heritage Centre. United Nations Educational, Scientific, and Cultural Organization. Процитовано 3 вересня 2022.

## Зовнішні посилання
- Офіційний сайт національного парку
- Офіційний сайт центру національного парку Келлервальд
- Офіційний сайт Edersee Touristic
- Фундація національного парку Келлервальд-Едерзеє e. В.
- Овець проект Національного парку Sheepery
- Schaurig ist das falsche Wort, Frankfurter Allgemeine Zeitung, 31 серпня 2008 р.
- Національний парк Келлервальд-Едерзеє Archived   радіопередача hr4, 10 липня 2013 р